# 메틴기

메틴 공식

메틴기(methine, methylylidene)는 화학에서 메탄에서 형성된 삼가(3價) 작용기 CH이다. 2개의 단일 결합과 하나의 이중 결합에 묶인 탄소 원자로 구성되며 여기서 단일 결합들 중 하나가 수소에 묶여있다. methyne 또는 methene이라고도 부르며, IUPAC 학명은 methylylidene 또는 methanylylidene이다.

## 같이 보기
- 메틸기
- 메틸렌